# التحام

تمثيل اندماج قطرتين أو فقاعتين أو جزيئين لتشكيل كيان واحد.

الْتِحام هي العملية التي يتم من خلالها دمج قطرتين أو فقاعتين أو جزيئين أو أكثر أثناء التلامس لتشكيل قطيرة أو فقاعة أو جزيء. يمكن أن يحدث في العديد من العمليات، من الأرصاد الجوية إلى الفيزياء الفلكية . فعلى سبيل المثال، يُنظر إليها في تكوين قطرات المطر وكذلك في تكوين الكواكب والنجوم .
في علم الأرصاد الجوية، دورها مهم في تكوين الأمطار. عندما يتم حمل القطرات بواسطة تيارات الهواء الصاعدة والهابطة في سحابة، فإنها تتصادم وتتحد لتشكل قطرات أكبر. عندما تصبح القطرات كبيرة جدًا بحيث لا يمكن على التيارات الهوائية أن تحملها، فإنها تبدأ في السقوط على شكل مطر. إضافة إلى هذه العملية، قد يتم إيجاد الجليد في السحابة على ارتفاعات أعلى، إما خلال قمم السحب التي تصل درجة حرارتها إلى −40 °م (−40 °ف) ، أو خلال السحب الجليدية الرقيقة .
الآلية الرئيسية للتصادم في فيزياء السحب هي السرعة الحدية المختلفة بين القطرات. السرعة الحدية دالة على حجم القطرة. العوامل الأخرى التي تحدد معدل الاصطدام هي تركيز القطرة والاضطراب.

## روابط خارجية
- جمعية الأرصاد الجوية الأمريكية، مسرد الأرصاد الجوية: التحام
- مسرد حقل نفط شلمبرجير
- عملية بيرجيرون
- التحام الفقاعات - دراسة عددية - نسخة محفوظة 2011-04-01 على موقع واي باك مشين.